# Алексієвка (Єльниківський район)
Алексі́євка (рос. Алексеевка, ерз. Алексеевка) — присілок у складі Єльниківського району Мордовії, Росія. Входить до складу Надеждинського сільського поселення.
Населення — 82 особи (2010; 114 у 2002).
Національний склад (станом на 2002 рік):
- росіяни — 99 %